# Анрі Алекан
Анрі́ Алека́н (фр. Henri Alekan; 10 лютого 1909, Париж, Франція — 15 червня, 2001, Осер, Йонна, Франція) — французький кінооператор.

## Життєпис
Анрі Алекан навчався у Консерваторії мистецтв та ремесел та Інституті оптики в Парижі. У кіно почав працювати у 1928 році. У 1930-х роках був асистентом операторів Жоржа Періналя, Ежена Шюффтана, Півереля Марлі, Роже Юбера та ін. З 1935 року працював першим оператором, а з 1940 — оператором-постановником. У 1941 року Алекан потрапив у полон до німців, звідки втік в неокуповану зону на півдні Франції, де працював оператором з режисерами Івом та Марком Аллегре. У 1943—1945 роках перебував в лавах борців французького Руху Опору, знімав окремі документальні епізоди, що увійшли у фільм Рене Клемана «Битва на рейках» (1945).
Наприкінці 1940-х та у 1950-х роках Анрі Алекан зняв фільми: «Красуня і чудовисько» (1946, реж. Жан Кокто), «Прокляті» (1947, реж. Рене Клеман), «Анна Кареніна» (1948, реж. Жульєн Дювів'є), « Веронські коханці» (1949, реж. Андре Каятт), «Римські канікули» (Італія, 1953, реж. Вільям Вайлер, номінація на премію «Оскар» за найкращу операторську роботу) та ін.
З 1960-х років Алекан знімав головним чином комерційні фільми: «Майєрлінг» (1968) та «Різдвяна ялинка» (1969) Теренса Янга, «Ландшафт з фігурами» (1970, реж. Джозеф Лоузі), «Червоне сонце» (1971, реж. Теренс Янг) — всі у Великій Британії, «Стан речей» (1982) та «Небо над Берліном» (1985) Віма Вендерса, та ін.
У 1983 році Анрі Алекан був відзначений як найкращий оператор фільму «Форель» (реж. Джозеф Лоузі) французькою національною кінопремією «Сезар». У цьому році Алекан увійшов до складу міжнародного журі 36-го Каннського міжнародного кінофестивалю, очолюваного письменником Вільямом Стайрон.
Анрі Алекан помер 15 червня 2001 року від лейкозу. Похований на цвинтарі Монпарнас.

## Фільмографія (вибіркова)
- 1936 : Життя належить нам / La vie est à nous
- 1937 : Червоний танцюрист / La danseuse rouge
- 1940 : Емігрант / L'émigrante
- 1940 : Небесні музиканти / Les musiciens du ciel
- 1941 : Сліпа Венера / Vénus aveugle
- 1944 : Крихітки з набережною квітів / Les petites du quai aux fleurs
- 1945 : Шах королю / Échec au roy
- 1946 : Битва на рейках / La bataille du rail
- 1946 : Красуня і чудовисько / La belle et la bête
- 1947 : За ніч кохання / Pour une nuit d'amour
- 1947 : Прокляті / Les maudits
- 1947 : Дихання диявола / Le diable souffle
- 1948 : Анна Кареніна / Anna Karenina
- 1948 : Такий красивий маленький пляж / Une si jolie petite plage
- 1948 : Веронські коханці / Les amants de Vérone
- 1950 : Марі з порту / La Marie du port
- 1950 : Тільки я / Ma pomme
- 1951 : Жульєтта, або Ключ до сновидінь / Juliette ou La clef des songes
- 1951 : Поїздка до Америки / Le voyage en Amérique
- 1951 : Париж завжди Париж / Parigi è sempre Parigi
- 1952 : Незнайомець на прогулянці / Imbarco a mezzanotte
- 1952 : Три жінки / Trois femmes
- 1952 : Заборонений плід / Le fruit défendu
- 1953 : Любов закінчується на зорі / Les amours finissent à l'aube
- 1953 : Коли ти прочитаєш цей лист / Quand tu liras cette lettre…
- 1953 : Римські канікули / Roman Holiday
- 1953 : Жульєтта / Julietta
- 1954 : Зое / Zoé
- 1954 : Порочні / Les impures
- 1954 : Королева Марго / La Reine Margot
- 1955 : Порт бажань / Port du désir
- 1955 : Шелест / Frou-Frou
- 1955 : Герої втомилися / Les héros sont fatigués
- 1955 : Найкращі роки / La meilleure part
- 1956 : Зарплата гріха / Le salaire du péché
- 1956 : Одного разу вранці / Un matin comme les autres (к/м)
- 1957 : Тайфун над Нагасакі / Typhon sur Nagasaki
- 1957 : Справа доктора Лорана / Le cas du Dr Laurent
- 1957—966 : Камера досліджує час / La caméra explore le temps (т/с)
- 1957 : Кабаре «Казино де Парі» / Casino de Paris
- 1958 : Міщанин у дворянстві / Le bourgeois gentilhomme
- 1958 : Повітряний змій з краю світу / Cerf-volant du bout du monde
- 1959 : Дванадцята година / Douze heures d'horloge
- 1959 : Таємниця шевальє Д'Еона / Le secret du Chevalier d'Éon
- 1959 : Одруження Фігаро / Le mariage de Figaro
- 1960 : Аустерліц / Austerlitz
- 1961 : Принцеса Клевська / La princesse de Clèves
- 1961 : Раз, два, три / 1-2-3-4 ou Les collants noirs
- 1962 : Парижанки / Les Parisiennes
- 1962 : П'ять миль до півночі / Le couteau dans la plaie
- 1963 : Інший Крістобаль / El otro Cristóbal
- 1964 : Топкапі / Topkapi
- 1965 : Леді Л / Lady L
- 1966 : Маки — це також квіти / Poppies Are Also Flowers (т/ф)
- 1966 : Потрійний хрест / Triple Cross
- 1967 : Версаль / Versailles (к/м)
- 1968 : Майєрлінг / Mayerling
- 1968 : Забава та ігри для кожного / Fun and Games for Everyone
- 1969 : Різдвяна ялинка / L'arbre de Noël
- 1970 : Ландшафт з фігурами / Figures in a Landscape
- 1971 : Червоне сонце / Soleil rouge
- 1975 : Лялечка гангстера / La pupa del gangster
- 1979 : Пані з Монте-Карло / La dame de Monte Carlo (к/м)
- 1981 : Територія / The Territory
- 1982 : Стан речей / Der Stand der Dinge
- 1982 : Форель / La truite
- 1982 : Прекрасна полонянка / La belle captive
- 1982 : Переспівуючи / En rachâchant (к/м)
- 1983 : Камінь у роті / Une pierre dans la bouche
- 1984 : Наш нацист / Notre naz
- 1984 : Раневий канал / Wundkanal
- 1985 : Дивна любовна справа / A Strange Love Affair
- 1986 : Есфірь / Esther
- 1987 : Небо над Берліном / Der Himmel über Berlin
- 1989 : Берлін — Єрусалим / Berlin-Yerushalaim
- 1989 : Я пишу у простір / J'écris dans l'espace
- 1990 : Сезанн / Cézanne
- 1991 : Народження Голема / Naissance d'un Golem
- 1992 : Голем, дух вигнання / Golem, l'esprit de l'exil
- 1993 : Голем: Скам'янілий сад / Golem, le jardin pétrifié

## Визнання
| Рік                                     | Категорія                                           | Номінант                                            | Результат |
| --------------------------------------- | --------------------------------------------------- | --------------------------------------------------- | --------- |
| Премія Оскар                            |                                                     |                                                     |           |
| 1954                                    | Найкращий оператор — чорно-білий фільм              | Римські канікули (спільно з Францем Плані)          | Номінація |
| Премія «Сезар»                          |                                                     |                                                     |           |
| 1983                                    | Найкраща операторська робота                        | Форель                                              | Перемога  |
| Премія Європейської кіноакадемії        |                                                     |                                                     |           |
| 1988                                    | Особливий аспект — Найкращий оператор               | Небо над Берліном                                   | Номінація |
| Німецька кінопремія                     |                                                     |                                                     |           |
| 1988                                    | Найкращий оератор                                   | Небо над Берліном                                   | Перемога  |
| Асоціація кінокритиків Лос-Анджелеса    |                                                     |                                                     |           |
| 1988                                    | Найкращий оператор                                  | Небо над Берліном                                   | Перемога  |
| Спільнота кінокритиків Нью-Йорка        |                                                     |                                                     |           |
| 1988                                    | Найкращий оператор                                  | Небо над Берліном                                   | Перемога  |
| Національна спілка кінокритиків США     |                                                     |                                                     |           |
| 1989                                    | Найкращий оператор                                  | Небо над Берліном                                   | Перемога  |
| Американське товариство кінооператорів  |                                                     |                                                     |           |
| 1996                                    | Міжнародна нагорода                                 | Міжнародна нагорода                                 | Перемога  |
| Міжнародний кінофестиваль братів Манакі |                                                     |                                                     |           |
| 2001                                    | Золота камера 300 за життєві досягнення (посмертно) | Золота камера 300 за життєві досягнення (посмертно) | Перемога  |